# Cirkel van Taylor

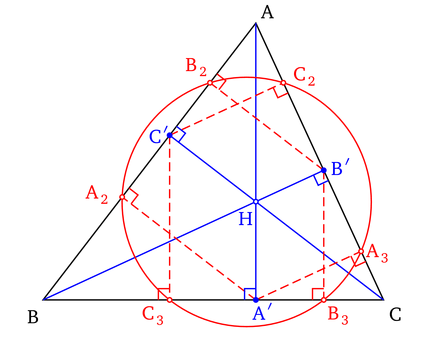
Cirkel van Taylor

De cirkel van Taylor is een bijzondere cirkel in een driehoek. Neemt men van een driehoek ABC de voetpuntsdriehoek A'B'C', en van de hoekpunten van A'B'C' weer de voetpunten op de andere twee zijden, dan krijgt men zes punten die op een cirkel liggen.
De cirkel van Taylor is naar Henry Martin Taylor (1842-1927) vernoemd.

## Eigenschappen
De lijn A2A3 is antiparallel aan BC ten opzichte van AB en AC en juist evenwijdig aan B'C'. Evenzo zijn B2B3 en C2C3 antiparallel aan de corresponderende zijde ten opzichte van de twee overige zijden en evenwijdig aan de corresponderende zijden van de voetpuntsdriehoek. De drie lijnstukken A2A3, B2B3 en C2C3 zijn bovendien even lang, de lengte is gelijk aan de oppervlakte van ABC gedeeld door de straal van de omgeschreven cirkel van ABC. De cirkel van Taylor is daarmee een tuckercirkel.

### Straal
De straal van de cirkel van Taylor is
{\displaystyle R_{T}=R{\sqrt {\sin ^{2}\alpha \sin ^{2}\beta \sin ^{2}\gamma +\cos ^{2}\alpha \cos ^{2}\beta \cos ^{2}\gamma }},}
waar R de straal van de omgeschreven cirkel is.

### Middelpunt
Het middelpunt van de cirkel van Taylor heeft barycentrische coördinaten
{\displaystyle (\ \sin \alpha \ (\cos \alpha -\cos 2\alpha \cos(\beta -\gamma )\ )\ :\ \sin \beta \ (\cos \beta -\cos 2\beta \cos(\gamma -\alpha )\ )\ :\ \sin \gamma \ (\cos \gamma -\cos 2\gamma \cos(\alpha -\beta )\ )\ )},
ligt op de brocard-as en is het driehoekscentrum met kimberlingnummer X(389).